# One
One e песен на американската траш метъл група Металика, издадена на 10 януари 1988 г. Това е и първата песен, към която Металика решават да заснемат официално видео, подтикнати от вълната от недоволство сред феновете поради факта, че дотогава групата не е издавала клип за нито една песен от предходните си три албума. С тази песен Металика поставят нов стил на свирене, при който в началото си песента е с бавен, ясно отчетлив ритъм, но постепенно преминава към бърза и с твърди насечени рифове и сложни сола. Песента е издадена като трети и последен сингъл от четвъртия им албум ...And Justice for All.
Темата на обложката на албума, както и текстът на песента, са базирани на романа на Dalton Trumbo от 1939 г., който разказва историята на войник, който е ранен от снаряд и губи крайниците, очите, ушите и устата си. Умът му функционира перфектно, оставайки в капана на собственото му тяло.